# Peter Campus
Peter Campus (* 19. Mai 1937 in New York City) ist ein US-amerikanischer Videokünstler und Fotograf.

## Leben und Werk
Campus wurde 1937 in New York City geboren und wuchs dort auf. Sein Vater, ein Arzt, war rumänisch-jüdischer Herkunft. Seine Mutter stammte ursprünglich aus der Ukraine und war jüdischen Glaubens. Sie starb, als Peter Campus sieben Jahre alt war. Sein älterer Bruder Michael Campus (1935–2015) war später als Journalist und Filmregisseur tätig.
Campus studierte Experimentelle Psychologie an der Ohio State University und erhielt den Bachelor 1960. Nach dem Wehrdienst studierte Campus Filmtechnik am City College of New York. Als Produktionsleiter und Herausgeber arbeitete er in der Filmindustrie und produzierte bis Ende der 1960er Jahre Dokumentarfilme.
Campus war befreundet mit Robert Smithson und Nancy Holt. Robert Grosvenor, Ian Wilson und Chuck Ross hatten großen Einfluss auf ihn. Joan Jonas, Charles Ross (Sunlight Dispersion (1971) mit Campus), Steven Katz, Yvonne Rainer und viele andere aus SoHo, gehörten zu seinem Umfeld. Die Videoarbeiten von Bruce Nauman wirkten auf Campus.
Ab 1970 entstanden erste eigene Videobänder und ab 1972 Videoinstallationen mit Schwarzweiß−Projektoren und Kameras. Campus arbeitet vor allem mit dem Moment der Selbstbegegnung, den er wirkungsvoll, interaktiv und als Closed Circuit, live inszeniert. Er setzt bei den Diaprojektionen Spieglungen und Verzeichnungen ein. Zu den interaktiven Werken von Peter Campus gehören Kiva (1971), Interface (1972), Stasis (1973), Shadow Projection und Negative Crossing (1974), mem und dor (1975), Mask Projections, lus und num (1976) und aen (1977).
Campus bekanntester Kurzfilm ist Three Transitions (1973). Campus gehörte Mitte der 70er Jahre zu den Videokünstlern, die ihre Werke in den nicht kommerziellen Studios (WGBH in Boston) und (WNET in New York) produzieren durften. Three Transitions wurde dort produziert.
Campus arbeitete mit Otto Piene und Aldo Tambellini am Black Gate Theatre im East Village, in dem Experimentalfilme gezeigt wurden. Sieben Tage pro Woche wurden dort Filme von Stan Brakhage, Robert Breer, Bruce Conner, Maya Deren, Ed Emshwiller, Mike Kuchar, George Kuchar und vielen anderen, gezeigt.
In den 1970ern und 80ern machte er Porträts mit einer Polaroid Sofortbildkamera.
Campus konzentrierte sich von 1979 bis 1995 auf die Fotografie mit einer Großformatkamera.
1982 lehrte Campus an der Rhode Island School of Design und 1983 berief man ihn auf eine Professur an der New York University. Von 1992 bis 1993 hatte er einen Lehrauftrag an der Staatlichen Hochschule für Gestaltung Karlsruhe.
1995 widmete sich Campus wieder dem Video, produzierte Olivebridge und Mont Desert. Bei mehreren Arbeiten zwischen 1990 und 2000 wurden die bewegten Bilder auf einer Vielzahl von Monitoren präsentiert. Beispiele dafür sind Winter Journal (1997), By Degrees (1998), Video Ergo Sum (1999) Death Threat (2000), Six Movies (2001) und Time’s Friction (2004–2005). Diese Werke haben Persönliches, wie Verlust, Erinnerung, Tod, die Natur, Landschaft und die Vergänglichkeit zum Thema.
Peter Campus ist Clinical Professor für Kunst und Kunstpädagogik und Artist in Residence an der Steinhardt School of Culture, Education, and Human Development. Er lebt und arbeitet mit seiner Ehefrau, der Künstlerin Kathleen Graves, in Patchogue auf Long Island.

## Ausstellungen (Auswahl)
- 2009 Opticks British Film Institute, London
- 2005 Whitney Museum of American Art, New York
- 2003 Kunsthalle Bremen, Bremen
- 1990 Museum Abteiberg, Mönchengladbach
- 1979 Neuer Berliner Kunstverein, Berlin
- 1978 Biennale di Venezia, Venedig
- 1977 documenta 6, Kassel
- 1974 Kölnischer Kunstverein, Köln

## Sammlungen
Museum of Modern Art, Whitney Museum of American Art, Solomon R. Guggenheim Museum in New York, Tate Gallery of Modern Art, Museo Nacional Centro de Arte Reina Sofía und Centre Georges Pompidou